# Zopherosis georgii
Zopherosis georgii là một loài bọ cánh cứng trong họ Zopheridae. Loài này được Adam White miêu tả khoa học năm 1859.